# Ezio Gamba
Ezio Gamba (ur. 2 grudnia 1958 w Brescii) – włoski judoka. Dwukrotny medalista olimpijski.
Największe sukcesy odnosił w wadze do 71 kilogramów, zdobywając w niej m.in. dwa medale olimpijskie – złoto w Moskwie i srebro w Los Angeles. Na igrzyskach debiutował już w Montrealu, w wieku 17 lat, ostatni raz wystartował 12 lat później, w Seulu. W 1982 był mistrzem Europy, dwukrotnie – w 1979 i 1983 – stawał na drugim stopniu podium mistrzostw świata.

## Starty olimpijskie (medale)
Moskwa 1980
- kategoria 71 kg –  złoto

Los Angeles 1984
- kategoria 71 kg –  srebro